# Literatura de la Restauració anglesa

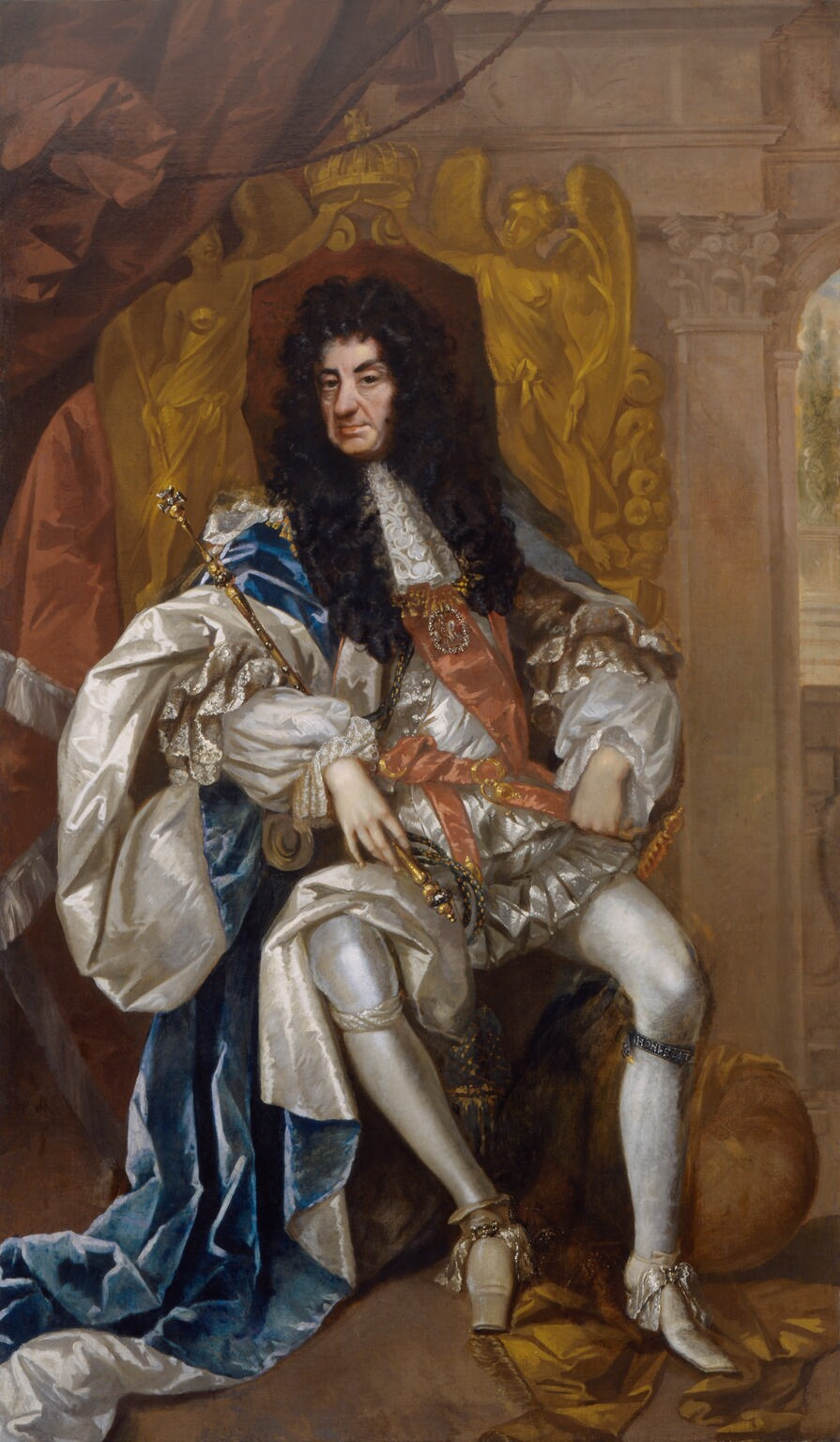
Carles II d'Anglaterra

La literatura de la Restauració és el nom amb el qual es coneix la literatura escrita en anglès durant el període conegut com la Restauració anglesa (1660-1689), corresponent als últims anys del regnat de la casa dels Estuard a Anglaterra, Escòcia, Gal·les i Irlanda. El terme fa referència a una sèrie d'obres, amb un estil relativament homogeni, que se centren en la celebració o rebuig cap a la restaurada cort de Carles II. Engloba obres totalment oposades en alguns casos: "El paradís perdut" de John Milton al costat de "Sodoma" de John Wilmot o la comèdia de William Wycherley “The Country Wife” al costat de l'austeritat de "El progrés del peregrí" de John Bunyan.
Aquesta època, de gran efervescència cultural, va ser també la de la creació de la Royal Society, dels experiments i mediacions de Robert Boyle i la dels atacs del bisbe Jeremy Collier contra el teatre. La premsa escrita començava a generalitzar-se, mentre que l'assaig i la crònica es convertien en formes literàries en expansió al mateix temps que l'economia borsària feia la seua aparició.
Els límits cronològics d'aquest període no són més que una convenció i varien de forma significativa segons el gènere literari del qual es tracte. El teatre de la Restauració, per exemple, conserva una influència dominant fins al 1700, mentre que la poesia declina a partir del 1666 amb la publicació del poema "Annus Mirabilis" de John Dryden. La crisi de la prosa es va produir a partir de 1688 després de les tensions creades per la Revolució Gloriosa i per l'augment de la importància del periodisme i dels diaris. De manera més general, el terme "restauració" s'utilitza per a designar la literatura escrita durant el regnat de Carles II, els texts del qual són odes que celebren el retorn d'una aristocràcia regenerada, texts escatològics inspirats per la desesperació de la comunitat puritana o texts en anglés simple destinats a donar suport a l'expansió creixent de l'imperi comercial anglés arreu del món.

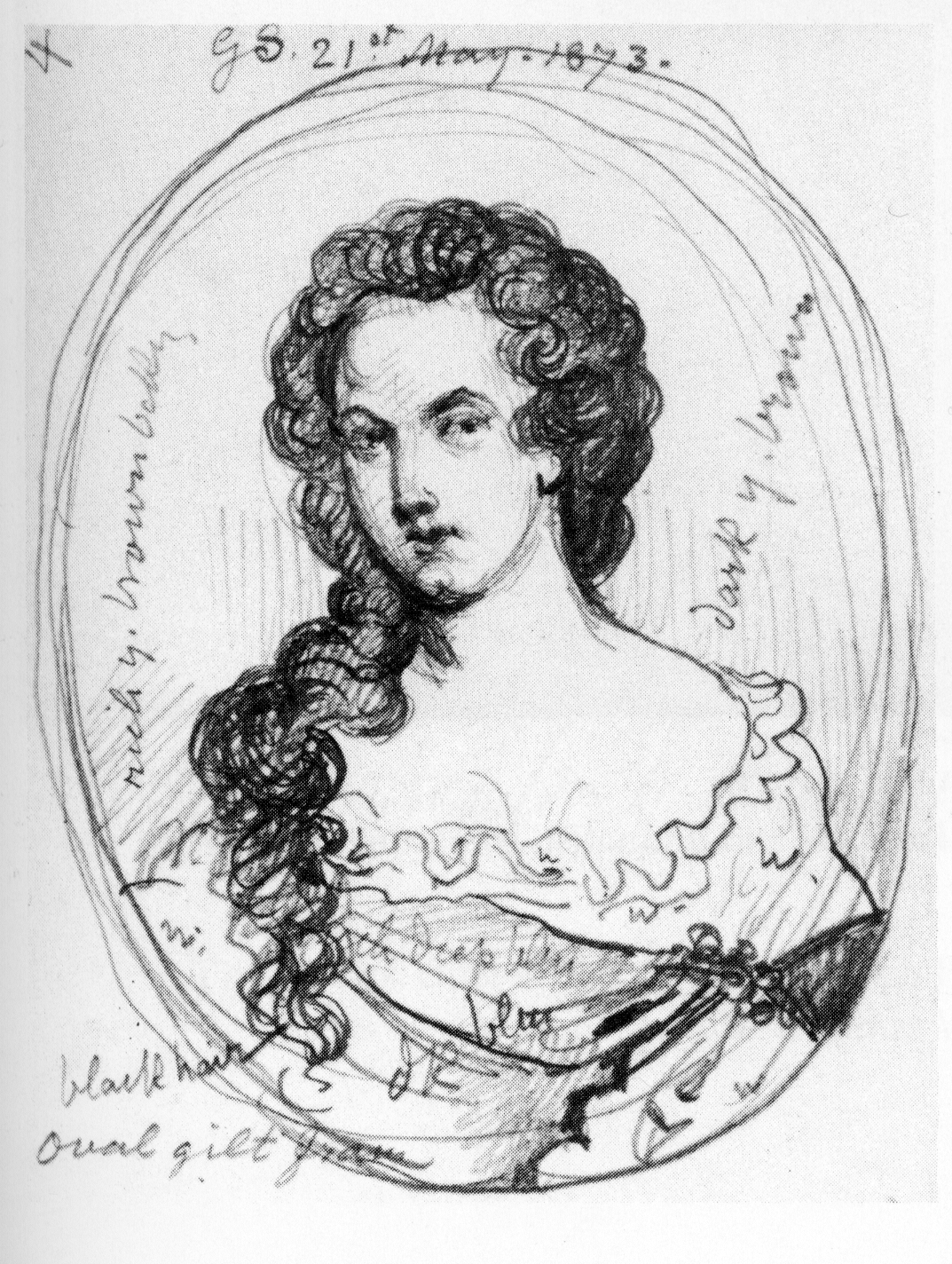
Aphra Behn

## Context històric

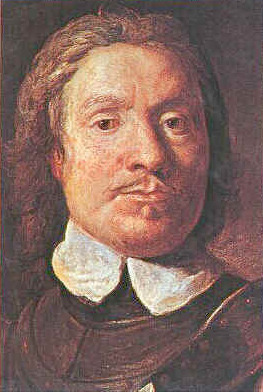
Oliver Cromwell

Durant l'Interregne anglés i el domini d'Oliver Cromwell, va prevaldre la literatura d'inspiració puritana, que va estar acompanyada per una censura intermitent que va afectar, per exemple, la polèmica obra Areopagitica de John Milton el 1644. Encara que alguns dels ministres puritans de Cromwell van escriure poesia, cap de les obres es va publicar. Això explica que molts poetes esperen a la Restauració per a publicar les seues obres, escrites durant l'interregne. No obstant això, la ruptura oficial del protectorat de Cromwell amb el món de les lletres, mitjançant la censura i el model moralista radical, va provocar una bretxa en la tradició literària anglesa. Abans de la primera revolució anglesa dominaven els versos refinats i la poesia metafísica d'autors com John Donne, George Herbert o Richard Lovelace. El teatre conservava el gust per l'estil isabelí i shakespearià i s'havien començat a escriure més obres amb contingut polític. L'arribada de l'interregne va posar fre, o com a mínim censura, a aquestes línies d'influència, i va permetre un inici innovador per a les obres de la restauració.
Els últims anys de l'interregne van ser especialment turbulents, igual que ho va ser, més tard, la decadència de la restauració. A aquells que no acceptaven l'exili se'ls "suggeria" un canvi de creences religioses. A cada credo li correspon una activitat literària diferent en poesia i prosa, ja que els teatres es van tancar durant aquest període. En morir Cromwell, el seu fill, Richard Cromwell, semblava destinat a convertir-se en el nou Lord Protector; tant els polítics com altres figures públiques van mostrar el seu descontentament o la seua aprovació cap al nou règim. La literatura impresa va estar dominada per les odes en poesia i els escrits religiosos en prosa. Malgrat els esforços del poder, la difusió de tractats religiosos no es va afeblir i va arribar a convertir-se en una autèntica indústria. Personatges com George Fox, fundador de la Societat Religiosa dels Amics van ser empresonats per les autoritats cromwellianes, encara que van seguir publicant des de la clandestinitat.
Durant l'interregne, les forces lleials al difunt Carles I van partir a l'exili i es van emportar amb elles el futur Carles II, que aleshores tenia 20 anys. A l'estranger, els partidaris del rei van iniciar un seguit d'activitats per a aconseguir suports polítics i econòmics amb vista a un possible retorn a Anglaterra. Algunes dames de la causa realista es van instal·lar a convents francesos o de les Províncies Unides dels Països Baixos per a oferir un refugi segur a tots els aliats que es trobaven de pas o als pobres. Els homes es van confinar també en aquests dos països seguint la cort a l'exili, primer a La Haia i després a París. Així doncs, la noblesa fidel a Carles II va residir durant més d'una dècada en els principals centres culturals i literaris d'Europa. La França absolutista i l'Països Baixos del segle XVII tenien molt poc en comú; les influències rebudes pels cortesans a l'exili i pels realistes a la recerca de suports van ser molt diverses. Carles va assistir a nombroses representacions teatrals a França i va desenvolupar un gust especial per les obres escrites en espanyol. Per la seua part, els aristòcrates instal·lats a les Províncies Unides van aprendre les virtuts dels intercanvis comercials i van poder estudiar les obres racionalistes que circulaven per aquest tolerant país. Por exemple, John Bramhall, un entusiasta teòleg anglicà, es va unir en l'exili a exaltats debats amb el materialista Thomas Hobbes i es va demostrar que, en la pràctica, era tolerant cap als cultes reformats, cosa que pareixia, en teoria, impossible. Finalment, els cortesans van estar exposats a la litúrgia elaborada per l'Església Catòlica així com, en menor mesura, a la poesia italiana.

### Restauració i primeres reaccions
Quan Carles II va arribar al tron el 1660, les ganes de renovació en tots els gèneres literaris es van combinar amb el sentiment que, a partir d'aquell moment, Anglaterra participaria de la vida literària europea com mai havia fet abans. Un dels primers gestos de Carles va ser el de reobrir els teatres i concedir permisos i patents reials als propietaris de les sales. Les dues autoritzacions principals van ser per a William Davenant i Thomas Killigrew. En aquesta època, el teatre formava part de la política pública, així com de les decisions reials, per la qual cosa es va obligar a aquests dos homes a produir un determinat nombre d'obres antigues; a Davenant se li va encarregar específicament que s'encarregara d'obres moralistes i edificants. També es va instaurar el premi honorífic de "poeta llorejat" (Poet Laureate): remunerat amb un barril de conyac, el premi requeria del seu beneficiari la composició d'odes d'aniversari.

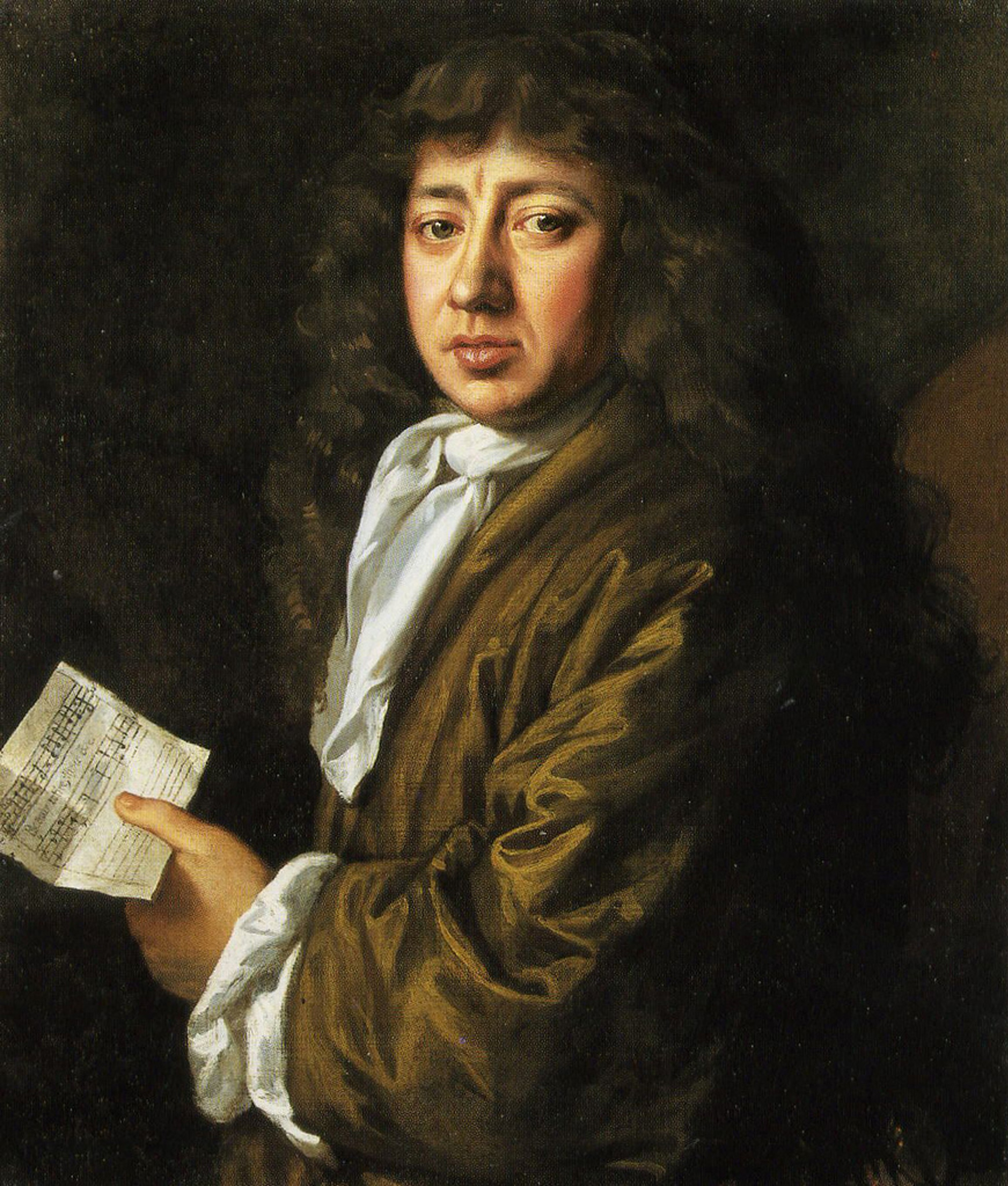
Retrat de Samuel Pepys

Carles II s'enorgulleix del seu esperit i de les seves maneres mundanes. També tenia la reputació de ser un femellenc. Per això, la poesia llibertina i de temàtica sexual comptava amb el benefici de la cort. Carles i el duc de York (el futur Jaume II d'Anglaterra), van ser grans protectors de les matemàtiques i de la filosofia, fet que va afavorir un cert escepticisme científic entre l'aristocràcia. Va ser, en aquest context, en el qual Carles II va fundar la Royal Society; aquesta prestigiosa institució va atreure nombrosos cortesans, com el cèlebre cronista Samuel Pepys i va enviar, a canvi, molts dels seus eminents membres fins a la cort. Carles i la seua cort, instruïts amb duresa durant el seu exili, van practicar una política de tolerància cap a la dissidència política i les doctrines religioses. Encara que era anglicà, Carles desitjava en secret convertir-se al catolicisme poc abans de la seua mort, i el duc de York presentava les mateixes tendències criptocatòliques. Tot i que la Test Act va estar en vigor durant tot el regnat de Carles, el rei va ser poc propens a empresonar o perseguir els puritans. Es va limitar a descartar dels càrrecs oficials i empleats públics i els va privar també de tota representació parlamentària. Açò va provocar que es pogués desenvolupar una literatura dissident durant el seu regnat, tant en ciència política com en economia.
Amb el retorn de la monarquia, els autors es van dividir en dos moviments. D'una banda, els que intentaven reanimar l'esperit de la literatura anglesa que floria durant el regnat de Jaume I com si no hagués passat res; d'altra banda, el creixent interés per la novetat va portar a nombrosos escriptors a acostar-se al model literari francès, especialment a la sàtira i a la paròdia. Aquesta revolució es va fer especialment evident per la introducció d'una certa dosi d'escepticisme inquisidor en els texts i per la creixent influència del classicisme entre els autors i les crítiques.

### Una literatura al voltant d'un rei
La restauració anglesa és un període històric atípic, ja que la seua activitat cultural va estar delimitada per un esdeveniment polític singular: el retorn de la monarquia dels Stuard. Es tracta d'una època en la qual la presència i la personalitat del rei van influir fins a tal punt en la vida literària que quasi es pot afirmar que la literatura de l'època és un reflex de la cort. Paradoxalment, els adversaris a la Restauració, com els puritans, els republicans i els demòcrates, van escriure també a remolc de la personalitat de Carles II. Des d'un punt de vista analític, la Restauració cobreix un període en el qual el rei i els seus costums van exercir un impacte determinat sobre la resta de la societat. Aquest efecte es perllonga més enllà de la mort del monarca, tot i que en alguns gèneres literaris va començar a extingir-se abans que el mateix rei Carles.

## Poesia
La Restauració va ser una època daurada per a la poesia. A més de ser el gènere literari més popular de l'època, va ser també el més significatiu, ja que els poemes tractaven sovint temes polítics i reflectien fidelment el seu temps. Es tractava d'una època dominada per la figura del rei, no per la d'un geni. Al llarg del període, la poesia es va desenvolupar en diverses formes que anaven des de les epopeies a la poesia històrica.

### L'epopeia anglesa
Ja abans de la introducció de la crítica neoclàssica que caracteritza la Restauració, els poetes anglesos havien pres consciència que el seu país no tenia una autèntica epopeia nacional. La Reina de les fades d'Edmund Spenser va tenir una certa notorietat a la fi del segle XVI però no es podia considerar una autèntica epopeia nacional com podien ser: a França, la Cançó de Rotllan; a Espanya, el Cantar de Mio Cid , o fins i tot l’Eneida a Itàlia. Van ser molts els poetes que van intentar acabar amb aquesta mancança literària.

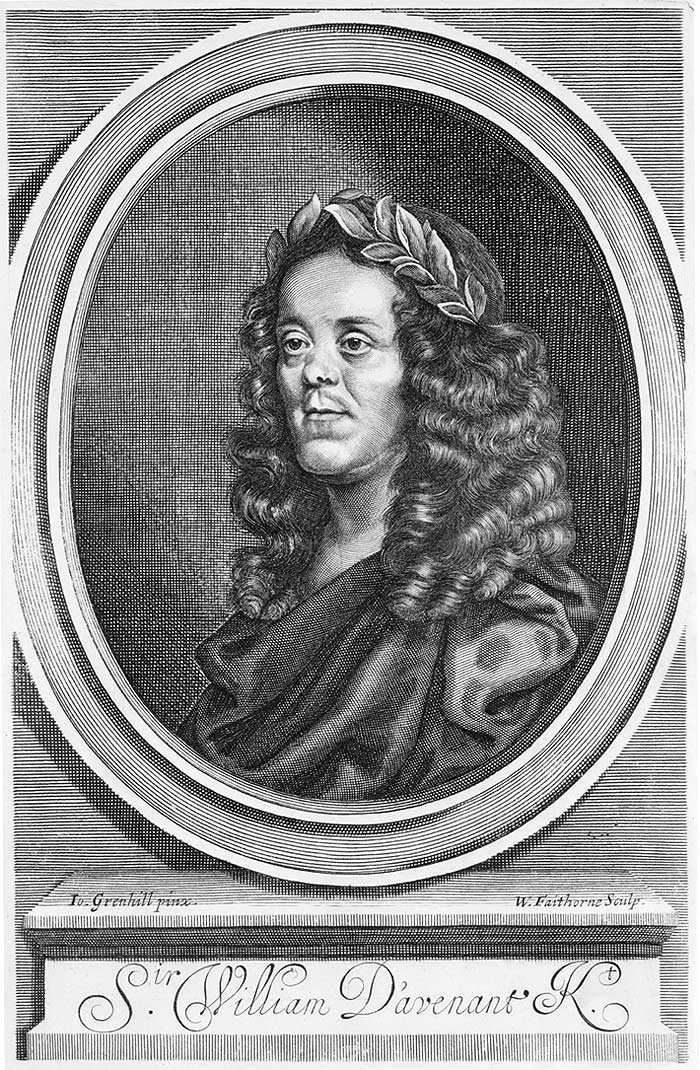
William Davenant propietari del primer teatre reobert a la Restauració

William Davenant va ser el primer poeta de la Restauració a abordar el gènere de l'epopeia. La seua obra Gondibert, que arriba a les dimensions èpiques, va ser altament apreciada per Thomas Hobbes. L'obra es presenta en forma de balada, i tant els altres poetes com les crítiques van condemnar aquesta decisió en jutjar-la com a poc apropiada per descriure actes heroics. Els pròlegs escrits per a Gondibert demostren les dificultats i incerteses per a trobar una estructura èpica formal i donen indicacions precioses sobre com es veien els escriptors d'aquest primer període en relació amb la literatura clàssica.
Encara que s'ha estudiat fora del context de la Restauració, El Paradís perdut de John Milton va ser publicat durant aquesta època. Milton, igual que Davenant, desitjava oferir a Anglaterra una epopeia i va escriure la seua obra en versos blancs. El paradís perdut rebutja, però, l'excepcionalisme anglés i pretén explicar tota la història de la humanitat donant un valor més destacat al cristianisme que a qualsevol pertinença nacional.
D'altra banda, Milton havia iniciat l'escriptura d'una altra epopeia relatant la llegenda del rei Artur, considerat com el gran fundador d'Anglaterra. Aquest projecte, que Milton va acabar abandonant, va ser reiniciat per altres autors. Richard Blackmore va escriure Prince Arthur i King Arthur. Les dues obres eren llargues, soporíferes i van ser rebutjades tant per la crítica com pel públic. El seu estil era tan llarg que se li va arribar a posar el sobrenom de "l'interminable Blackmore" (Never-ending Blackmore).. Anys més tard, Alexander Pope també va ridiculitzar Blackmore a la seua obra The Dunciad.
El període de la Restauració va acabar, així, sense una autèntica epopeia anglesa. Beowulf es pot atribuir aquest títol, però l'obra no era coneguda pels autors de la Restauració. A més, l'anglés antic en el qual està escrit, els hauria resultat totalment incomprensible.

### Poesia lírica, pastoral, odes i innovacions
La poesia lírica, aquella en què el poeta expressa, en primera persona, els seus propis sentiments i el seu estat d'ànim, no va ser especialment popular durant la Restauració. Els autors preferien altres formes d'expressió poètica, generalment més formals i més properes al públic, com ara les odes i la poesia pastoril. Una de les característiques del període és la desvalorització del sentiment íntim en favor de l'expressió pública i de la filosofia, més abstractes i objectives. El lirisme que apareix anys més tard en la poesia malenconiosa i preromàntica del segle xviii encara estava en estat embrionari durant la Restauració i va afectar, principalment, la poesia pastoral.
Des del punt de vista formal, el període té les seues preferències pel que fa a rimaes. De totes les estructures possibles, el pentàmetre iàmbic i la cobla van ser les més populars. La moda del classicisme no va portar als poetes a intentar adaptar la poesia llatina i els seus ritmes, encara que el pentàmetre iàmbic va conservar quasi tot el monopoli. Segons explica John Dryden, al seu prefaci de l'obra The Conquest of Granada, la rima en pentàmetre iàmbic té la dignitat apropiada per a un tema elevat i permet, al mateix temps, un enunciat complet i coherent. Dryden evoca ací el que les crítiques van denominar, més tard, la qüestió del "decòrum", és a dir, l'harmonia de la forma i del subjecte, un problema que Davenant va trobar mentre escrivia la seua Gondibert. La solució de Dryden va ser la de combinar el ritme del pentàmetre iàmbic amb un mínim d'encavalcament i aplicar-lo formant un dístic tancat (closed couplets) amb els quals va aconseguir uns rodolins que tenen sentit per ells mateixos, sense necessitat dels següents. El resultat obtingut va rebre el nom de "dístic heroic" (heroic couplet), ja que resultava adequat sobretot per als temes que requerien una major serietat. Alguns autors van reaccionar en contra del dístic heroic burlant-se d'aquest ritme: Samuel Butler en el seu Hudibras va utilitzar una paròdia que substituïa els pentàmetres per tetràmetres. Aquesta nova forma va ser batejada com "versos hudibràstics" i van tindre gran acceptació, sobretot en el món de la sàtira. Jonathan Swift va emprar aquest tipus de composició en molts dels seus poemes.
Encara que el pas del temps haja destacat Dryden com a figura principal del període, els contemporanis dels anys 1670 i els 1680 consideraven per igual a tots els poetes cortesans, on el cap indiscutible era, aleshores, Edmund Waller. A més de Dryden, la poesia estava dominada pel comte de Rochester, el II duc de Buckingham i el comte de Dorset, tots ells lligats a la cort de Carles II. Per la seua banda, Aphra Behn, Matthew Prior i Robert Gould eren d'origen plebeu, però no per això menys fervents realistes. Els poetes de la cort no segueixen un estil específic, tot i que els seus escrits es caracteritzen per una sexualitat assumida i per una voluntat de ridiculitzar i dominar els seus adversaris mitjançant les agudeses. Cadascun d'aquests poemes va escriure també obres per al teatre. Les obres de Behn, Dryden, Wilmot i Gould mereixen una especial atenció. Les seues obres Absalom and Achitophel i Religio Laici van ser de gran ajuda per a Carles II en presentar com a lògiques algunes decisions reials qüestionables.
Dryden va ser especialment prolífic i escrivia tan de pressa que es va arribar a acusar de "plagiar-se a si mateix". Els gèneres poètics amb els quals va treballar són incomptables: tant abans com després de rebre el guardó de poeta llorejat, va escriure de manera regular odes públiques. Seguint els passos de Walter Raleigh i Philip Sidney, utilitzava també un estil pastoril que recorda a la poesia que es realitzava durant el regnat de Jaume I. Però Dryden es va caracteritzar principalment per les seues obres apologètiques, destinades a defensar la monarquia restaurada així com a l'església d'Anglaterra. Les seues obres Absalom and Achitophel i Religio Laici van ser de gran ajuda per a Carles II en presentar com lògiques algunes decisions reials que presentaven controvèrsies. Malgrat la seua reputació de serietat, John Dryden es va interessar també per la paròdia heroica i va escriure MacFlecknoe. Dryden, que no era de sang noble, no es va beneficiar mai dels honors promesos pel rei ni va ser recompensat pels préstecs que va fer al monarca. No obstant això, durant tota la seua vida va ser lleial a Carles II i va actuar, al mateix temps, amb un cert oportunisme: poc després de l'ascens al tron de Jaume II i el retorn del favor al catolicisme, Dryden va intentar glorificar l'Església Catòlica amb la seua obra The Hind and the Panther col·locant-la per sobre de qualsevol altra religió. Aquesta conversió gentil del poeta cortesà fa que s'escrigueren diverses sàtires sobre l'assumpte.
El duc de Buckingham també va practicar la literatura cortesana. No obstant això, a l'igual del comte de Dorset, va ser més un protector de la poesia que un poeta. Per contra, el comte de Rochester va ser un poeta prolix que va omplir el seu temps amb versos escandalosos. Els textos de Rochester posseïxen quasi sempre un caràcter sexual explícit i són, alhora, molt polítics. Mentre la Restauració va succeir l'interregne de Cromwell, aquest tipus d'actitud equivalia a una declaració política i a una provocació cap als puritans. L'obra de Rochester té un aspecte líric; l'autor afirmava que escrivia per a consolar-se de la seua pròpia impotència sexual, encara que en realitat la majoria de les seues obres són paròdies de les formes poètiques clàssiques i autoritzades. És l'autor d'un fals poema de viatges Ramble in St James Park, que utilitza la reputació d'aquest parc londinenc per advertir dels perills i sorpreses que poden esperar en la foscor a un home que només pretén copular. Rochester és també l'autor d'alguns poemes pastorals i de falses odes com la de To Signore Dildo que narra amb una grandiloqüència absurda la crema pública d'una caixa amb contraban francès en els molls londinencs. Gran hedonista i partidari de la superioritat de l'esperit, Rochester posseïa un gust especial cap als canvis de situació i l'alteració de l'ordre establert. La seua deshonestedat va ser la causa de la mort precoç; la seua persona es presenta moltes vegades com l'arquetip del llibertí en l'època de la Restauració.

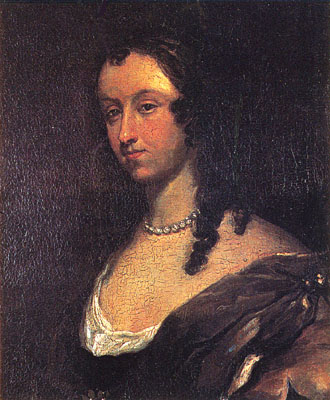
Aphra Behn va ser la primera escriptora professional.

Tot i que Aphra Behn és bàsicament coneguda per la seva novel·la Oroonoko i les seues obres de teatre, la jove va ser també molt activa en el camp de la poesia. Edward Bysshe en el seu recull 'Art of English Poetry' cita nombrosos versos de l'autora. De forma injusta es deia que Behn era un "Rochester fet dona". Encara que el seu estil denota ocasionalment una certa llicència sexual, no arriba mai a la malícia de Rochester. Els poemes d'Aphra Behn, d'acord amb la moral de la cort reial de l'època, adopten una visió serena i honesta del desig sexual. L'èxit assolit per aquesta jove i per la seua poesia cortesana és especialment destacable, ja que Aphra era una plebea. Igual que Dryden, no tenia cap relació amb els grans parells del regne, fins i tot potser menys. Dona sense llinatge, aquesta jove nascuda en Kent, va arribar de forma excepcional a formar part del cercle més íntim del rei. Es creu que Aphra Behn va treballar com a espia a favor de la causa monàrquica durant la Primera revolució anglesa i que ho va fer novament durant la guerra anglo-holandesa. Dona sense bellesa ni fortuna personal, Behn va escriure alguns dels millors poemes de l'època: açò canvia el concepte general sobre el període de la Restauració, considerada per molts com una era d'analfabetisme femení massiu associat a una activitat literària produïda i gaudida per l'elit.
Si Aphra Behn constituïx una excepció curiosa a les regles socials de l'època, altre cas destacable és el de Robert Gould. Nascut en una família comuna i orfe des dels tretze anys, Gould no va rebre cap educació i es va convertir en servent del comte de Dorset. Açò li va permetre, no solament aprendre a llegir i a escriure en anglés sinó també en llatí. Els poemes que va escriure van obtindre gran popularitat en els anys 1680 i els 1690. L'autor va realitzar diverses odes per a aconseguir ingressos, però l'èxit li va arribar el 1690 amb l'obra "Love Given O'er, or A Satyr Upon Woman". Inspirada en una sàtira de Juvenal molt més moderada, el poema de Gould pretenia condemnar l'"orgull, la lascibilitat i la inconstància de la dona" i contenia un nombre d'invectives explícites destinades al gènere femení. La misogínia de l'obra és una de les més dures i viscerals de tota la poesia anglesa. Totes les edicions de l'obra s'esgotaren amb facilitat gràcies a l'entusiasme dels lectors. Després, va escriure una sàtira sobre el teatre ("Satyr on the Play House") que conté descripcions detallades dels actors i del món de l'espectacle de la Restauració. Gould va continuar explotant l'èxit de "Love Given O'er: Or a Satyr on the Inconstancy of Woman" i va publicar una sèrie de poemes misògins, amb continguts específics i concrets sobre el comportament de la dona. Els seus texts estan farcits de dames de l'aristocràcia que, tot i que té diners, prefereixen pagar el cotxer amb una fel·lació i de dones que fan l'amor en un cotxe on el plaer es multiplica gràcies als salts del vehicle sobre el paviment. La carrera de l'autor va ser breu però mostra la vivacitat d'un món literari subterrani i immensament sexista. Després de la conversió de John Dryden al catolicisme, Gould va establir una autèntica guerra literària amb ell. A "Jack Squab" ataca de forma despietada l'absència de fe de Dryden. Que un simple escriptor sense llinatge pogués criticar així un poeta de la cort, és notable. Que, a més, ho fera sense comptar amb el suport del seu protector és encara més sorprenent.

### Altres poetes (traduccions, obres anònimes...)

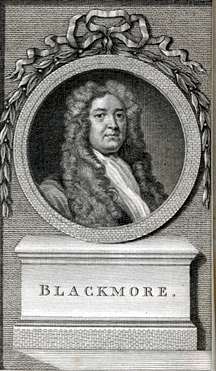
Gravat representant a Richard Blackmore (1654-1729)

Roger L'Estrange va ser un traductor important de l'època: va contribuir a la traducció a l'anglés d'una gran part de la literatura clàssica, en particular, de les faules d'Isop. Aquestes últimes van suscitar l'entusiasme d'escriure noves faules, normalment de to polític. A més de poesia, l'autor va traduir un gran nombre d'obres en prosa i va destacar les d'Erasme de Rotterdam en 1680 i les de Francisco de Quevedo del 1668. Altres, com Richard Blackmore eren admirats per la força de les seues paraules, és a dir, la força de la seua declamació i dels seus sentiments, però no van passar a la posteritat. Elkannah Settle, per exemple, va ser un escriptor de sàtires prometedor de la Restauració però el seu nom va caure a l'oblit. Quan els llibreters es van animar a contractar autors per a treballar en traduccions d'obres escollides, les tendes es van omplir ràpidament de poemes arribats de l'estranger. Per acabar, paral·lelament al desenvolupament de les publicacions periòdiques, un cert nombre de poetes anònims van poder compondre texts temàtics referents a l'actualitat.
La forma més estesa de publicació clandestina era la dedicada a la sàtira, sovint escrita per autors coneguts o desconeguts que vigilaven que no es fera pública la seua identitat. Ser identificat com el redactor d'una sàtira presentava grans riscs: d'una banda, les lleis sobre difamació tenien una interpretació molt àmplia i era difícil, per a l'autor, evitar les actuacions judicials, si s'establia qui era l'autor d'un text que semblava criticar un membre de la noblesa; d'altra banda, les víctimes més riques responien a la sàtira amb la contractació de sequaços que s'encarregaven d'agredir l'autor. Una de les conseqüències d'aquest anonimat generalitzat és que nombrosos poemes, alguns realment destacables, no van ser publicats i van romandre ocults durant molt de temps. Això va afectar, sobretot, els poemes que tractaven sobre intrigues de poder, criticaven el govern o estenien rumors sobre la conversió de Jaume II d'Anglaterra al catolicisme. La majoria d'aquestes obres no es van conservar.

## Prosa
La prosa de la restauració anglesa va estar dominada clarament per la literatura d'inspiració cristiana. L'època, però, va viure també l'eclosió de dos gèneres que anaven a destacar de forma considerable en el següent segle: la ficció i el periodisme. Els escrits religiosos es tenyien sovint de caires polítics o econòmics, així com les obres polítiques i econòmiques es barrejaven amb la religió.

### Ciència i filosofia
La Restauració va estar marcada per la publicació d'un gran nombre d'obres de filosofia política, suscitades pel conflictiu període de l'interregne. A més, l'entusiasme de la cort pel classicisme i les ciències empíriques va portar a una renovació en l'interés pels grans conceptes filosòfics.

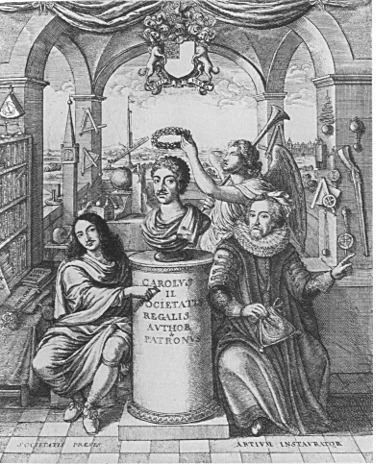
Portada del llibre History of the Royal Society

Thomas Sprat va escriure la seua "History of the Royal Society" el 1667. Aquest text resumeix de forma brillant les principals idees del racionalisme científic que tant va prosperar al segle xviii. En aquesta obra, Sprat mostra la seua profunda desconfiança cap als adjectius, els termes aproximatius i, de forma general, cap al llenguatge marcat per la subjectivitat. Per contra, el text reclama que la ciència ha d'estar regida per un vocabulari limitat, clar i precís, amb l'objectiu que les explicacions puguen ser més comprensibles. El mèrit de la Royal Society, segons Sprat, és que rebutja de manera explícita tot allò massa escolàstic. Per a l'autor, de la mateixa manera que per a un bon nombre dels fundadors de la institució, la ciència és de la mateixa naturalesa que el protestantisme, en el sentit que, tant els seus preceptes com les seues explicacions, han d'arribar al major nombre possible de persones. La ciència no pot tindre sacerdots; cada individu ha d'estar capacitat per reproduir els experiments i les lliçons. Per aquestes raons, Sprat recomana la brevetat de les descripcions i la reproductivitat dels experiments.
Més enllà de l'obra de Sprat, la Royal Society va influir de manera notable en la difusió de la cultura científica de l'època. Gràcies al seu suport, van ser nombroses les obres que es van publicar en el camp de la física i de la biologia, com Micrographia de Robert Hooke.

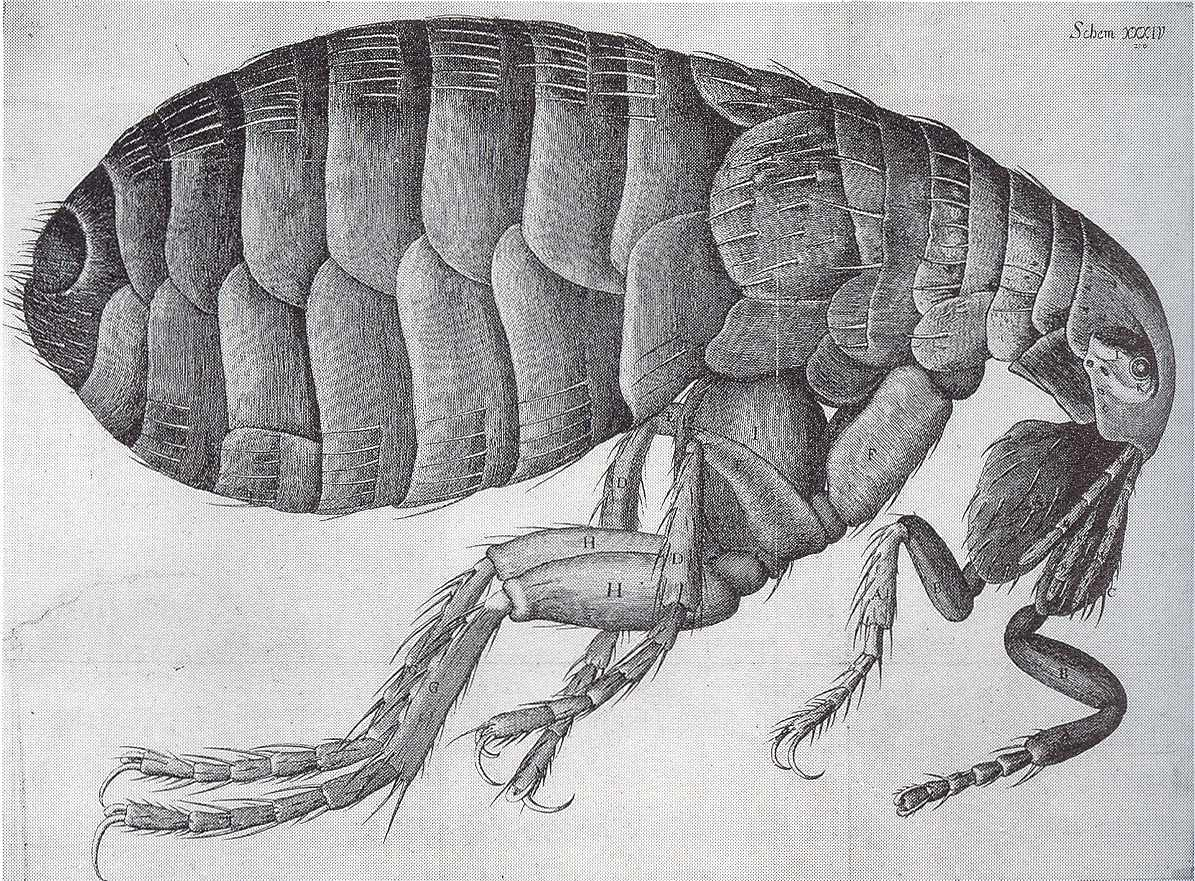
Gravat d'una puça al llibre Micrographia

Després de retirar-se del seu càrrec com a secretari d'estat, William Temple va escriure nombroses obres bucòliques en prosa, en què lloava la solitud, la contemplació meditativa i l'observació directa de la natura. Va introduir també les disputes entre antics i moderns a Anglaterra mitjançant la seua obra Reflections on Ancient and Modern Learning. Els debats suscitats pel llibre, i més concretament per la seua temàtica, van inspirar nombrosos autors de la primera meitat del segle xviii, en particular, Jonathan Swift i Alexander Pope.
Va ser també durant la Restauració quan John Locke va escriure la major part dels seus treballs filosòfics. L'empirisme de Locke era un intent de comprendre les bases del coneixement humà així com la recerca d'un mètode racional per a prendre les millors decisions possibles. Aquest mateix plantejament científic apareix a Treatises on Government, una obra bàsica que, més tard, va inspirar els principals protagonistes de la Guerra de la Independència dels Estats Units.
Igual que als seus treballs sobre el coneixement, Locke parteix de les unitats socials més bàsiques per a arribar a les més elaborades i com Thomas Hobbes, posa l'accent sobre la necessària mal·leabilitat de tot contracte social. En una època marcada pel retorn de l'monarquia absoluta, un intent errat democràtic, una democràcia corrupta i el retorn d'una monarquia moderada, tan sols una teoria d'un govern flexible podia tenir èxit.

### Escrits religiosos
La Restauració va moderar els escrits teològics més sectaris, però el radicalisme religiós va romandre durant tot aquest període. Alguns autors puritans, com John Milton, es van veure obligats a abandonar la vida pública. Per a altres, com els quàquers o els anabaptistes que havien condemnat el règim monàrquic, prenien part en l'execució de Carles I d'Anglaterra, la Restauració els va sumir en el silenci, amb la detenció dels seus líders i la censura dels seus escrits. Els texts més radicals van trobar refugi en la clandestinitat mentre que alguns vells partidaris d'Oliver Cromwell van decidir afluixar postures.
George Fox i, amb ell, William Penn van fer vot públic de pacifisme i van començar a ensenyar una nova teologia basada en la pau i l'amor. Altres puritans es van acontentar amb la llibertat que els donava poder reunir-se en les parròquies locals. Es van distanciar així dels aspectes més durs de la religió que havien portat a cometre abusos durant el govern de Cromwell. D'aquest moviment, destaquen en particular dos autors: John Bunyan i Izaac Walton.

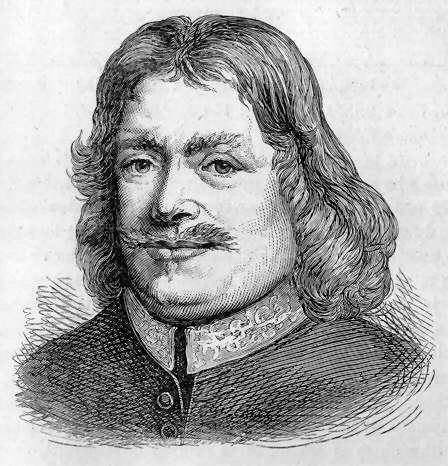
John Bunyan

El "Viatge del peregrí" (The Pilgrim's Progress from This World to That Which Is to Come) de John Brunyan és una al·legoria sobre la salvació personal i una guia sobre la vida cristiana. En lloc de buscar una visió escatològica d'un Déu venjador, en la seua obra Bunyan prefereix mostrar la manera en què un bon cristià pot vèncer les temptacions d'un cos i un esperit per a evitar, així, la condemna eterna. El llibre, influenciat per les tècniques del teatre i de la biografia, té una estructura lineal, tot i que rendeix un cert homenatge a la gran tradició al·legòrica encarnada per autors com Edmund Spenser. L'obra narra les aventures de Christian (nom que en anglés també significa "cristià"), un home corrent que tracta de trobar un camí que el porte de la "ciutat de la destrucció" a la "ciutat celestial" de Sió.
L'obra "The Compleat Angler" d'Izaac Walton presenta la mateixa tendència cap a la introspecció. Tot i que es tracta de manera ostensible d'un manual de pesca, els lectors van apreciar les seues descripcions de la natura. Existeixen pocs llibres que tinguen una prosa anàloga a la de Walton. A primera vista no és més que un manual com qualsevol altre però en realitat el propòsit del text és servir com a guia per als seus lectors, que no van ser únicament els amants de la pesca.
En aquesta època es va desenvolupar també una prosa específica destinada a la cort, que inclou diverses recopilacions de sermons, així com una literatura centrada en les qüestions debatudes en la cambra dels Lords. Lleis com l'Act of First Fruits and Fifths, la Test Act o l'Act of Uniformity implicaven a totes les religions presents en el país. Per la seua part, el científic Robert Boyle també es va interessar per la qüestió religiosa i va firmar nombrosos assajos sobre la figura de Déu que van continuar tenint èxit, fins i tot després de la Restauració: encara continuen sent populars gràcies a la paròdia que va fer, més tard, Jonathan Swift en la seua obra "Meditation Upon a Broomstick". De manera general, la literatura devota es va vendre bé durant tot el període, cosa que demostra que entre la gent de classe mitjana anglesa el nivell d'alfabetització era elevat.

### Periodisme
En l'època de la Restauració, les eines informatives es caracteritzaven, encara, per ser molt rudimentàries: la premsa apareixia en diverses publicacions intermitents que, sovint, consistien en grans fulls que presentaven un únic assumpte, cosa que els donava un aspecte de simples prospectes. No obstant això, aquest període va veure com a Anglaterra, igual que en altres països, es començaven a publicar de forma professional les primeres publicacions periòdiques, anomenades així per la regularitat de la seua publicació. El desenvolupament no va arribar, no obstant això, fins a l'arribada de Guillem III al tron, el 1689. El nou rei venia d'Amsterdam, ciutat on l'activitat periodística estava en plena efervescència.

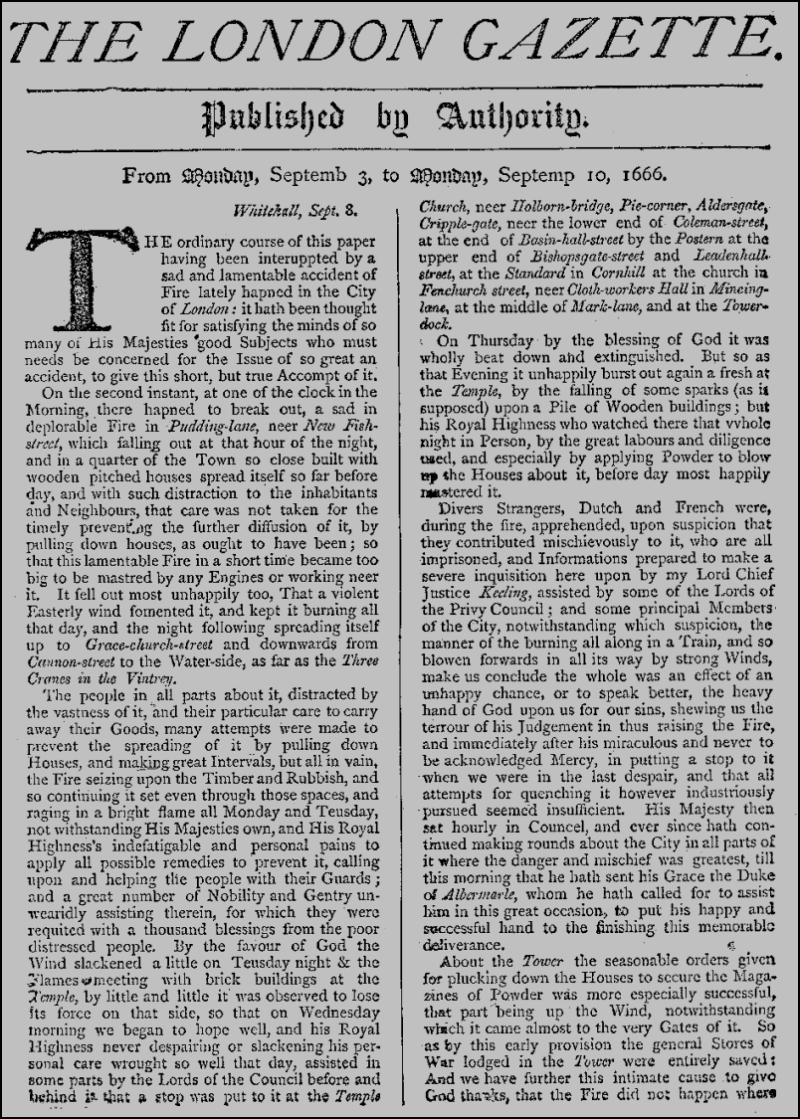
Portada de la publicació The London Gazette que informa sobre el foc de Londres.

Els primers intents de fundar publicacions duradores no van ser senzills. Roger L’Estrange va impulsar de forma successiva "The News" i "City Mercury" però cap d'elles va triomfar. Henry Muddiman va ser el primer anglés que va conèixer l'èxit d'una publicació regular, la "London Gazette", fundada el 1667. Muddiman va iniciar la seua carrera com a periodista durant l'interregne i va ser nomenat redactor de "Parliamentary Intelligencer", òrgan oficial del Parlament. El 1666, Muddiman havia creat l'"Oxford Gazette", que va publicar una sèrie de novel·les sobre la cort reial, que en aquestes dates estava refugiada a Oxford, ja que fugia de la pesta que afectava Londres. Quan la cort va tornar al palau de Whitehall, la publicació es va transformar en la "London Gazette". Tot i que les publicacions de Henry Muddiman foren les primeres mostres d'informació regular, es troben molt allunyades del que en l'actualitat és un periòdic: els texts manuscrits del periodista s'enviaven per correu als abonats i no es venien al gran públic. Per a això es va haver d'esperar fins a l'arribada de "The Athenian Mercury".
The Athenian Mercury va constituir el primer periòdic regular d'Anglaterra. Estava dirigit per John Dunton i pels membres de l'"Athenian Society" (composta per un matemàtic, un sacerdot i un filòsof pagats per Dunton) i va començar a publicar-se el 1691 juntament amb l'arribada al regne de Guillem i Maria.
A més de les notícies, el "Mercury" permetia que els seus lectors enviaren de forma anònima les seues preguntes i garantien una resposta impresa en les seues columnes. La majoria de les preguntes feien referència a temes amorosos o de salut, mentre que altres eren curioses i divertides: una de les qüestions, redactada de forma elegant, explicava la misteriosa tremolor que patia un home quan acaba d'orinar. Aquestes preguntes, precursores de les cartes dels lectors, van fer que la publicació fos rendible. Es va publicar durant sis anys i el contingut de les seues columnes es va reeditar en quatre llibres, a més d'un resum general titulat "The Athenian Oracle".

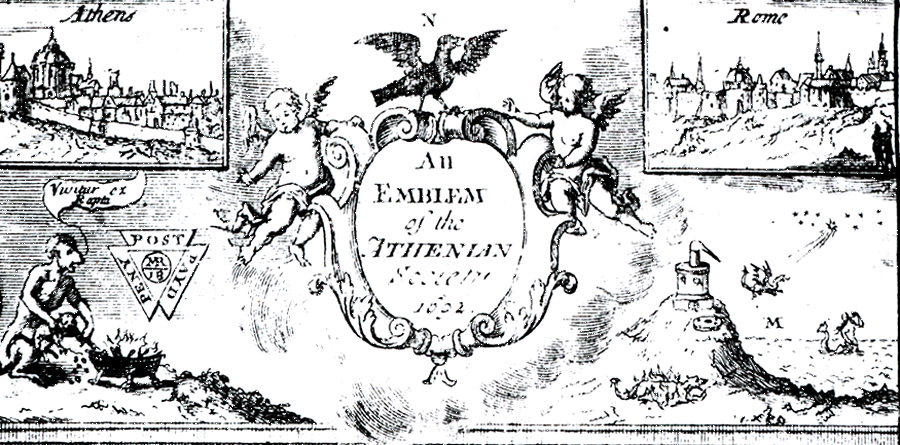
Portada de la recopilació The Athenian Oracle

La moda del periòdics va eclosionar els anys següents: molts dels que van aparèixer no van tindre més d'una o dues edicions, ja que sols buscaven realitzar atacs polítics puntuals. Alexander Pope va anomenar aquestes publicacions "fills d'un dia".

### Ficció
Resulta impossible datar els inicis de la novel·la anglesa. No obstant això, va ser durant la Restauració quan van començar a distingir-se d'altres gèneres literaris les llargues obres de ficció i les biografies fictícies. L'"Orlando Furioso de Ludovico Ariosto va inspirar, a Anglaterra, una sèrie de texts en prosa sobre temes com l'amor, el perill o la venjança. Importades de França, les novel·les de Gautier de Costes també van tindre una gran popularitat a partir de l'interregne.

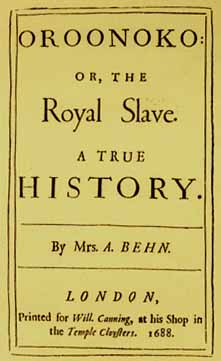
Primera edició d'Oroonoko d'Aphra Behn.

La novel·la era considerada, encara, un gènere típicament femení i les dones veien com a defecte llegir novel·les. El fet que es llegiren en francés o es traduïren d'aquesta llengua, els donava un cert caràcter afemellat. No obstant això, les novel·les van anar traslladant-se, a poc a poc, cap a temes menys tradicionals i es van centrar en personatges més quotidians, com els de la novel·la picaresca. Una de les figures més essencials en l'auge de la novel·la va ser Aphra Behn. No va ser sols la primera escriptora professional sinó que també va ser la primera novel·lista professional.
La primera novel·la de Behn, Love Letters Between a Nobleman and His Sister, es va publicar el 1684. Es tractava d'una novel·la epistolar sobre els escandalosos amors d'un aristòcrata amb la germana de la seua dona. L'obra, tot i posseir una elevada dosi de romanticisme, presentava també aspectes polítics i sexuals explícits. L'autora organitza la novel·la en dues parts, redactades en dos estils completament diferents. Behn va escriure, d'altra banda, una sèrie d'"Històries" sobre personatges ficticis com, per exemple, "History of a Nun". La seua novel·la més famosa és, no obstant això, "Oroonoko", publicada el 1688. L'obra, en què el protagonista és un africà convertit en esclau en Surinam, conta una història d'amor tràgic, inspirada per les nombroses experiències viscudes per l'autora en les colònies de Sud-amèrica. Les novel·les d'Aphra Behn mostren una certa influència de la tragèdia i de la seua experiència com a dramaturga. Més tard, les novel·les de Daniel Defoe van adoptar un aspecte narratiu idèntic, tot i que la formació periodística de l'autor el va inclinar cap al relat d'històries reals.
També es van popularitzar altres formes de ficció. Els lectors de l'època es fascinaven llegint la versió anglesa del Roman de Renart, així com diverses faules folklòriques. Aquests texts, en la seua majoria anònims i escrits en vers, circulaven també en la seua versió en prosa.

### Altres gèneres i escriptors
Paral·lelament als gèneres ja esmentats, la Restauració va veure els inicis d'una literatura explíticament política, sovint delegada a uns pocs noms. Roger L’Estrange, fervent pamfletari realitat durant la guerra civil, es va convertir en censor oficials de la premsa durant el regnat de Carles II. Després de qüestionar la conspiració papista del 1678, L’Estrange se'n va anar d'Anglaterra i va editar, des de l'estranger, "The Observator" (1681 – 1687), periòdic en què atacava el puritanisme.
Cap al final del període, Charles Gildon i Edmund Curll van trobar una forma de comerç fructífera: Curll era llibreter (el que avui dia seria un editor) i va començar a pagar els autors perquè escrigueren biografies o traduccions. Gildon que freqüentava altres escriptors, va començar a vendre biografies farcides d'elements inventats. Aquesta pràctica lucrativa va ser rebutjada per altres autors més literaris.

## Teatre

### Context

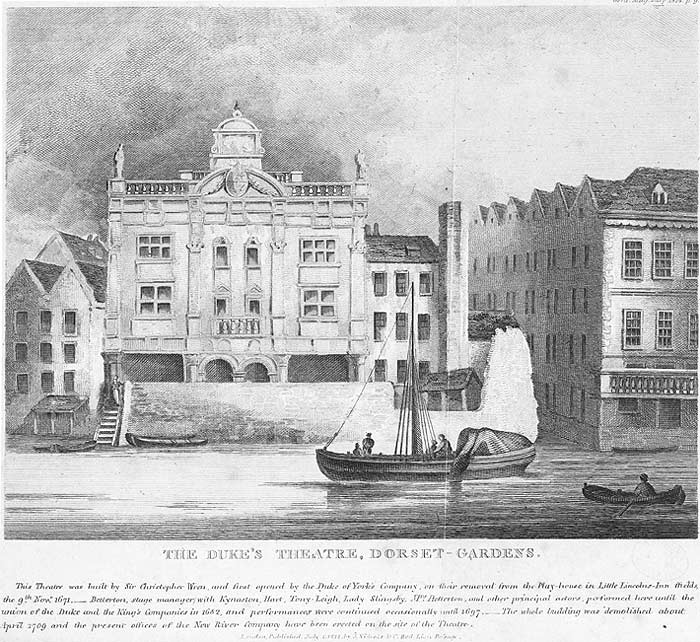
Teatre de la Duke's Company a Londres.

L'arribada al poder d'un apassionat del teatre, com era Carles II, va constituir un moment crucial en la història de la dramatúrgia anglesa. Des que es va abolir l'antiga prohibició puritana de representar obres, el teatre es va reestructurar de manera ràpida i profunda. Dues companyies teatrals, la "King's Company i la "Duke's Company es van establir a Londres en unes luxoses sales construïdes a partir dels plànols de Christopher Wren, dotades de decorats mòbils o de màquines capaces de generar raigs i trons.
Tradicionalment, les obres de la Restauració s'han estudiat per gènere i no per ordre cronològic, com si totes s'haguessen escrit al mateix temps. Les universitats actuals insisteixen a assenyalar la ràpida evolució del teatre durant aquest període i la importància que van poder tenir els aspectes polítics i socials. La influència de la competència entre les companyies teatrals o els seus problemes financers també es prenen en consideració, així com l'aparició de les primeres actrius professionals: abans de la Restauració l'accés a l'escena estava proscrit a les dones i els papers femenins els interpretaven els homes transvestits. Sota la influència d'una de les seues amants, Carles II va abolir aquesta norma; s'obria així el teatre a les dones.
Els anys 1660 i 1670, l'escena londinenca va estar animada per la competència entre les dues companyies de William Davenant i Thomas Killigrew. El desig de respondre els desafiaments de l'audiència van fer que aquestes companyies foren especialment sensibles als gusts del públic i els models teatrals podien variar de setmana en setmana. A mitjans dels anys 1670 es van posar en escena nombroses obres de qualitat, com ara "Aureng-Zeb" de John Dryden, "The Country Wife" i "The Plain-Dealer" de William Wycherley o "The Rover" de Aphra Behn, representades totes elles en un interval breu de temps.
A partir de 1682, la producció de noves obres va decaure de forma espectacular, per la fusió de les dues companyies, així com pels problemes polítics causats pel complot papista de 1678 i la crisi de l'Exclusió de 1682. Els anys 1680 van ser particularment tristos en comèdies, amb l'única i notable excepció d'Aphra Behn. Es va produir una transició de la comèdia cap al drama polític més seriós, cosa que reflectia les preocupacions i les tensions de la vida pública del moment. Algunes comèdies estrenades presentaven també un cert caire polític.

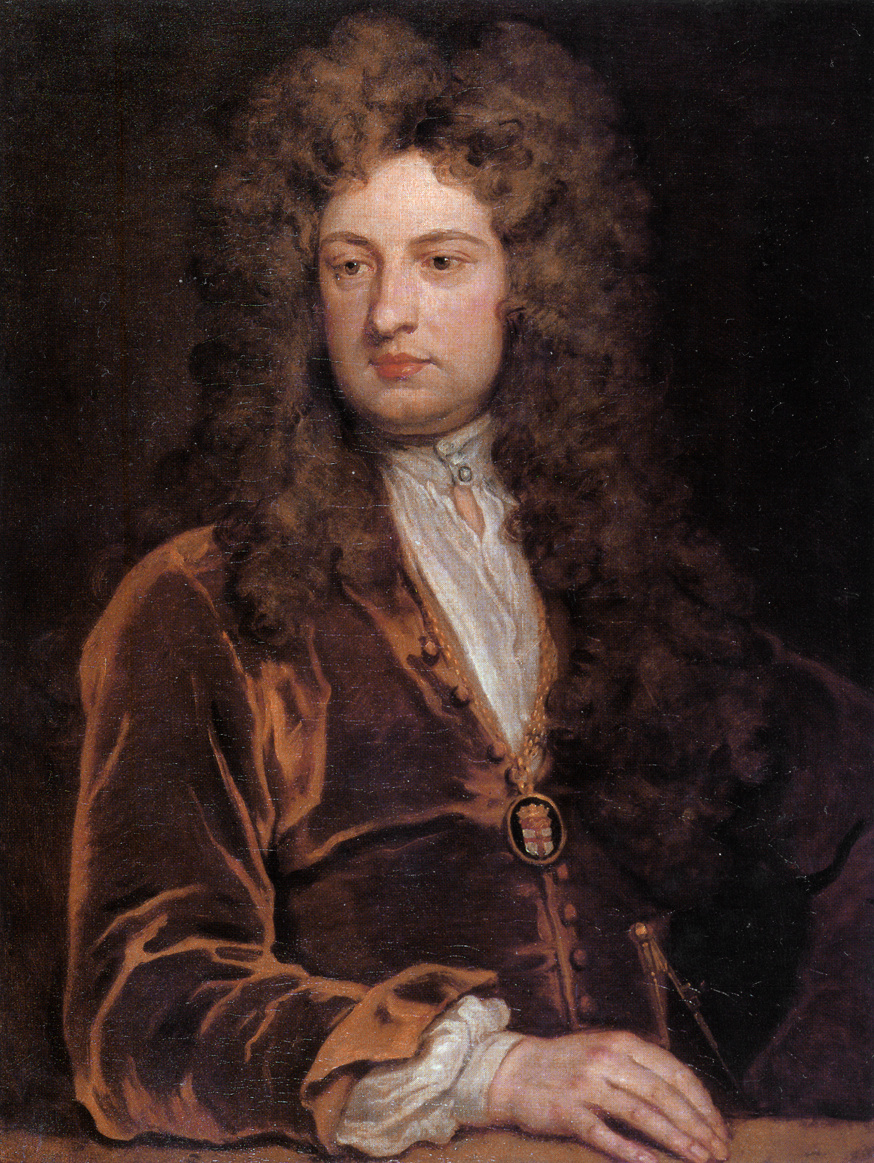
Retrat de l'arquitecte i autor John Vanbrugh

A partir del 1688 es va iniciar un període més tranquil durant el qual els londinencs esperaven poder divertir-se altre cop; no obstant això, la "United Company" no disposava dels recursos necessaris per a satisfer aquesta necessitat. Com que no tenia públic, la companyia fusionada havia perdut el seu dinamisme i va ser adquirida per un grup d'especuladors, anomenats els "aventurers". La nova direcció autocràtica en mans de Christopher Rich, cercant de satisfer les exigències econòmiques dels accionistes, va retallar de forma ostensible els sous dels actors. Aquests van decidir formar la seua pròpia companyia en forma de cooperativa el 1695. Van arribar nous anys de competència entre teatres que van permetre una breu renovació del gènere, especialment de la comèdia. Obres com "Love for Love" o "The Way of The World" de William Congreve o "The Relapse" i "The Provoked Wife" de John Vanbrugh van respondre a una moral més burgesa i més "dolça", molt diferent a l'extravagància de l'aristocràcia d'anys anteriors. Si la literatura de la Restauració és la literatura que reflecteix la cort de Carles II, el teatre de la Restauració acaba abans de la mort del monarca, ja que les sales d'espectacles es van omplir d'espectadors de classe mitjana i van deixar de banda els membres de la cort.

### Drames i tragèdies
La classificació de gèneres en el teatre de la Restauració obeïa a unes regles especials. D'una banda, els autors van recórrer a les categories clàssiques de la comèdia, la tragèdia i la història. Però, en realitat, les noves peces qüestionaven les antigues limitacions i, a partir dels anys 1660, van aparèixer nous gèneres dramàtics, que es van barrejar ràpidament. En la tragèdia, l'estil predominant a l'inici del període va ser el drama heroic, que va arribar al màxim grau de refinament amb John Dryden en obres com ara "The Conquest of Granada" o "Aureng-Zeb". Aquests textos tendien a utilitzar protagonistes masculins, sovint agresius, i a representar-los en la cerca d'una consagració militar, política o amorosa. Tot i que els autors van qualificar aquestes obres d'històries o tragèdies, la crítica moderna prefereix considerar-les com a drames heroics, terme inventat pel mateix Dryden. Aquest tipus de drama se centra en els actes d'un home amb un caràcter determinat, en el qual les seues qualitats físiques i intel·lectuals el converteixen en director. Açò podria ser el reflex de la visió d'un rei idealitzat, tal com somniaven els cortesans de Carles II. El públic, no obstant això, podia considerar aquests herois com a símbol d'una noblesa rebel, preparada per a combatre la injustícia amb l'espasa. Els drames heroics, en sentit estricte, obeïen a l'esquema de la tragèdia, tot i que no eren necessàriament trists.

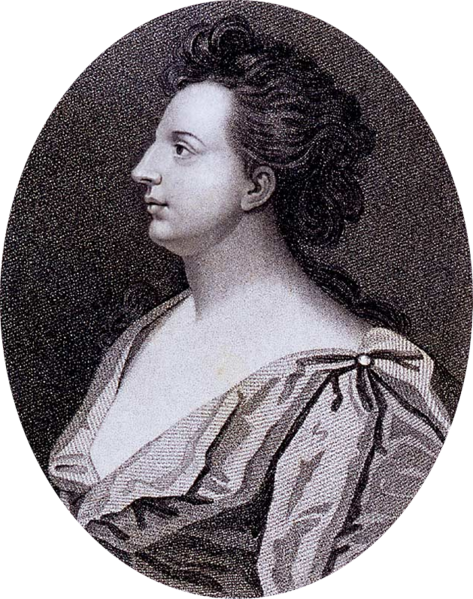
L'actriu Elizabeth Barry que va inaugurar l'època de les grans actrius dramàtiques

En els anys 1670 i 1680, es va donar una transició gradual de l'heroisme cap a una tragèdia més patètica, que es concentrava en els assumptes amorosos o domèstics, tot i que els personatges principals continuaven sent famosos. Després de l'èxit d'Elizabeth Barry en el paper de Monímia, heroïna de "The Orphan", de Thomas Otway, va aparèixer el terme "she-tragedies" o tragèdies femenines, inventat per Nicholas Rowe. Les tragèdies femenines van insistir en les amargors de les dones innocents i virtuoses i es van convertir en la forma dominant de la tragèdia patètica anglesa.
D'acord amb alguns estudiosos, aquesta evolució ha de valorar-se juntament amb l'aparició de grans actrius tràgiques, la popularitat de les quals demanava la creació de papers especialment creats per a elles. L'aliança entre Thomas Otway i l'actriu Elizabeth Barry va posar de moda el pas d'herois a heroïnes. En les tragèdies femenines destaquen "Anna Bullen" de John Banks, que tracta sobre l'execució d'Ana Bolena; "The Fatal Marriage" de Thomas Southerne; així com "The Fair Penitent" i "Jane Grey" de Nicholas Rowe.
Les tragèdies femenines deriven de la tragèdia més pura, atés que les dones descrites sofreixen sense ser culpables, i perquè l'element tràgic és més emocional que moral o intel·lectual. El seu èxit no va impedir, no obstant això, la representació d'altres peces tràgiques més obertament polítiques. La crisi de l'"Exclusion Bill" va comportar un determinat nombre de tragèdies reals així com la circulació de múltiples peces clandestines. L'obra "Venice Preserv'd" de Thomas Otway (1682), és una peça política d'inspiració realista que, igualment que Absalon and Achitophel de Dryden, sembla lloar les accions del rei dins d'una crisi. Otway substitueix la ciutat de Venècia per Londres i les obscures intrigues senatorials de l'obra reflecteixen les maniobres del comte de Shaftesbury. L'autor fa aparèixer al duc de Mounmouth, heroi de guerra i fill il·legítim de Carles II, que fou durant molt de temps presentat com a hereu al tron. "Venice Preserv'd" constitueix la síntesi perfecta entre les tragèdies clàssiques o les històries polítiques realistes de Dryden i les noves tragèdies de patiment femení. De fet, tot i que la intriga sembla a primera vista una simple al·legoria política, l'acció es concentra en realitat en la relació entre una dona i un home, turmentat i ingrat, i la majoria de les escenes i dels diàlegs descriuen amb patetisme els sofriments que pateixen.

### Comèdies

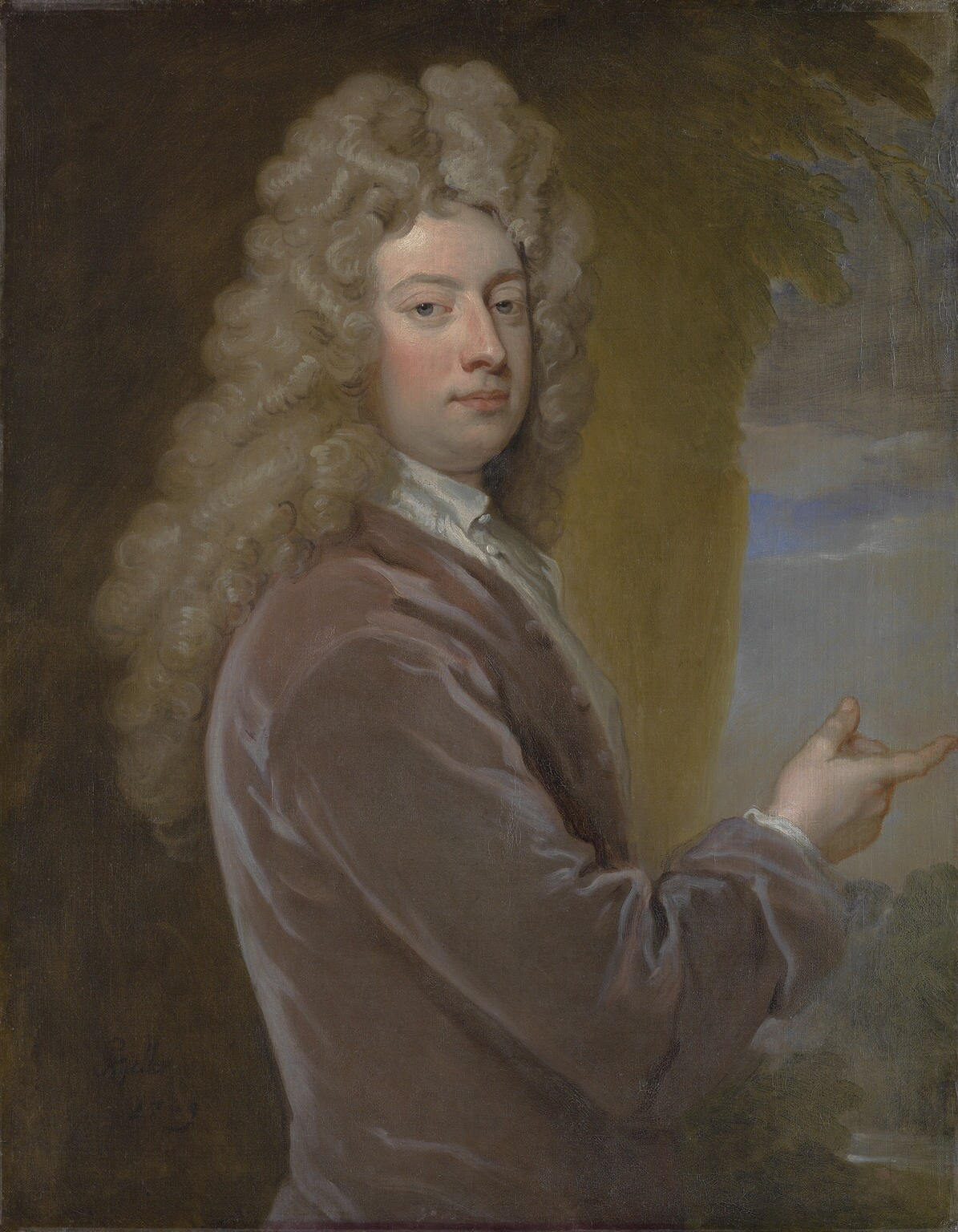
William Congreve en un retrat de 1709

Les comèdies de la Restauració anglesa són conegudes pel seu caràcter sexualment explícit, tendència fomentada pel mateix rei Carles II i per una cort reial d'esperit llibertí.
Les peces més conegudes del període són les comèdies anti-sentimentals, anomenades "dures", de John Dryden, William Wycherley i George Etherege, que reflecteixen una vida cortesana repleta d'intrigues amoroses i conquestes sexuals. John Wilmot, autèntic poeta i cortesà llibertí, apareix representat en l'obra Man of Mode d'Etherege, caracteritzat com un aristòcrata turbulent, espiritual, culte i dotat d'un irresistible poder de seducció. El seu perfil respon a l'ideal del "llibertí de la Restauració", tot i que aquest personatge és prou estrany en les comèdies de l'època. "The Plain-Dealer" de Wycherley, variació d'"El misantrop" de Molière, va tenir un gran èxit gràcies al to satíric i impecable, de manera que el seu autor va ser conegut amb el malnom de "Manly Wycherley" i "Plain Dealer Wycherley" en honor dels protagonistes de l'obra. La peça que, no obstant això, representa millor el gust per l'obscenitat de l'època és, probablement, "The Country Wife" de Wyrcherley (1675).
Durant els anys 1690, les comèdies més "suaus" de William Congreve i John Vanbrugh mostren l'evolució de les obres i els canvis que van afectar el conjunt de la societat. Els dramaturgs d'aquest període, delerosos d'arribar a un públic major, no van dubtar de cortejar al públic de classe mitjana, per una banda, i al públic femení, per altra, centrant les seues obres en temes com la guerra de sexes en el matrimoni. L'element central d'aquestes comèdies respon en menor mesura a l'esquema dels joves amants triomfador i se centra en major mesura en les relacions maritals després del matrimoni. En les obres de Congreve, les estratagemes incessants inventades pels dos membres de la parella en vista de verificar el seu poder de seducció, donen pas als llargs debats prenupcials, com en l'obra "The Way of The World" de 1700.
El teatre de la Restauració va conservar una deplorable reputació durant tres segles. La barreja, sovint incongruent, d'elements còmics i tràgics apreciada en l'època, va ser rebutjada de forma unànime durant molt de temps. Els contemporanis de l'era victoriana veien amb menyspreament la indecència d'aquestes comèdies. El manual literari anglòfon de referència a principis del segle xx, el "Cambridge History of English and American Literature", denuncia les tragèdies de l'època a les quals acusa de tenir "un grau d'estupidesa i lubricitat mai vist, ni abans ni després" Les obres de la Restauració són novament valorades a finals del segle xx, tant per la crítica postmoderna com en els escenaris. Les comèdies d'Aphra Behn en especial, llargament criticades durament per ser obra d'una dona, s'han convertit en clàssics dels repertoris de nombroses companyies teatrals.